# Cierznie
Cierznie is een plaats in het Poolse district  Człuchowski, woiwodschap Pommeren. De plaats maakt deel uit van de gemeente Debrzno en telt 190 inwoners.